# Verbascum prusianiforme
Verbascum prusianiforme är en flenörtsväxtart som beskrevs av Hub.-mor.. Verbascum prusianiforme ingår i släktet kungsljus, och familjen flenörtsväxter. Inga underarter finns listade i Catalogue of Life.